# Setge de Tortosa (1708)
El Setge de Tortosa fou un dels episodis de la Guerra de Successió Espanyola, en la que els borbònics van prendre definitivament Tortosa i com a conseqüència, Ares, acabant la conquesta del País Valencià.

## Antecedents
Preveient la mort de Carles II de Castella sense descendència, les principals potències europees van proposar un príncep elector de Baviera, amb el consegüent repartiment de possessions entre aquestes potències. Però aquest mor, i Carles II en el darrer testament abans de morir proposa Felip d'Anjou. Felip entra a Barcelona el 2 d'octubre i les Corts finalment es tanquen el 14 de gener de 1702 amb el jurament de les constitucions catalanes pel Rei. Els aliats proposen l'Arxiduc Carles i comencen les hostilitats. L'elecció de Carles era clara per part dels regnes de la corona d'Aragó, ja que els respectaven els furs i estructura política, que en canvi els borbònics no farien, ja que tenien la intenció d'imposar el sistema absolutista francès, que més tard seria vital per la centralització i unificació de la península amb la consagració dels Borbons com a dinastia reial.
Pres Gibraltar per part de les tropes de la corona d'Aragó i més tard entregada als britànics, a l'agost del 1705 l'arxiduc embarca a Lisboa en direcció al Mediterrani. S'atura a Altea on és proclamat Rei i la revolta valenciana dels maulets s'estén liderada per Joan Baptista Basset. Mentrestant, i esperonats constantment pel príncep Jordi de Darmstadt, escamots armats barren el pas als borbònics a la plana de Vic i en la Batalla de Montjuïc capturen la fortalesa, que seria fortificada i usada per bombardejar la ciutat de Barcelona, que envoltada de les tropes aliades de Lord Peterborough va capitular el 9 d'octubre de 1705, de manera que el 22 d'octubre entra a Barcelona l'Arxiduc Carles, que el 7 de novembre de 1705 jura les constitucions catalanes, nomenat Carles III. Lord Peterborough avança cap a València i a finals d'any, l'arxiduc ja controla la major part de Catalunya i el Regne de València
Entretant, els borbons es reorganitzen i el seu exèrcit avança des de Lleida, Girona i pel mar en direcció a Barcelona. Felip V havia perdut els territoris de les Províncies Unides, el Milanesat i el Regne de Nàpols. Tot i això, els filipistes rebien reforços castellans i les tropes comandades pel Duc de Berwick, i forcen a l'Exèrcit Regular Austriacista a abandonar Madrid i refugiar-se al Regne de València. L'exèrcit aliat es va retirant fustigat per l'exèrcit borbònic, i finalment decideixen plantar cara i formen davant d'Almansa, on són derrotats. Les tropes borbòniques del Duc de Berwick avancen pel Regne de València i les de Felip III d'Orleans, pel Regne d'Aragó, convergint els 40.000 homes a Candasnos, que avancen cap al Principat de Catalunya, conquerint Lleida, Balaguer, Ulldecona, Morella i assetjant la ciutadella d'Ares del Maestrat i Tortosa.

## El setge
La ciutat estava defensada per la Coronela de Tortosa, dirigida pel Procurador Primer de la Ciutat de Tortosa Ignasi Minguella i el Tinent Coronel Francesc Montagut.
Establert el setge el 9 de juny, els 30.000 soldats comandats per Felip III d'Orleans van aconseguir entrar a la ciutat, després de durs combats, el 15 de juliol. El 8 de juliol el comandant austriacista va signar les capitulacions, entre les condicions se li imposava el lliurament de la ciutadella d'Ares, que també estava assetjada.

## Conseqüències
Amb la presa d'Ares, es completava la conquesta del Regne de València, i el castell fou arrasat després del seu abandó el juliol del 1708. El desembre de 1708 les tropes austriacistes del comte Guido Starhemberg intentaren recuperar la ciutat de Tortosa, que es convertí en la base d'operacions d'un poderós exèrcit borbònic que es llançaria a la conquesta del Principat de Catalunya.